# كرباكول
كارباكول، الذي يُباع تحت الاسم التجاري ميويتات (Miostat) من بين أسماء أخرى، هو دواء يستخدم لعلاج الجلوكوما أو أثناء جراحة العيون. رغم أنه عادة ما تُفضل علاجات أخرى مثل البيلوكاربين أو الأسيتيل كولين. ويستخدم كقطرة للعين أو حقنه في العين [الإنجليزية].
تشمل الآثار الجانبية الشائعة ما يلي: عدم الراحة في العين والصداع والرؤية الباهتة وصعوبة الرؤية في الإضاءة المنخفضة واحمرار العينين. قد تشمل الآثار الجانبية الأخرى أيضا: ردود الفعل التحسسية وانفصال الشبكية والاسهال وانخفاض ضغط الدم والتعرق وعدم انتظام ضربات القلب. السلامة أثناء الحمل غير واضحة. وهو ناهض كوليني يربط وينشط مستقبلات الأسيتيل كولين.
ووفق على استخدام الكارباكول طبيًا في الولايات المتحدة في عام 1972. وهو مدرج في قائمة منظمة الصحة العالمية للأدوية الأساسية كبديل للبيلوكاربين. في الولايات المتحدة، تبلغ تكلفة محلول الحقن في العين حوالي 27 دولارًا أمريكيًا للجرعة الواحدة اعتبارًا من عام 2021.